# Ugia monogramma
Ugia monogramma là một loài bướm đêm trong họ Erebidae.